# 孫中山紀念館

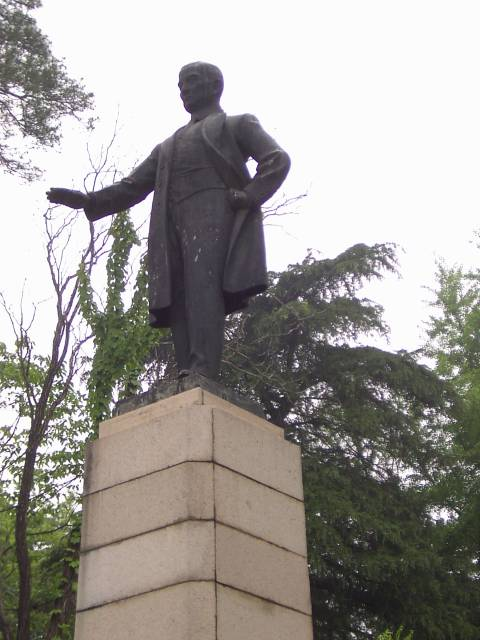
梅屋庄吉が贈った孫文の銅像

孫中山紀念館（そんちゅうざんきねんかん）は中華人民共和国江蘇省南京市玄武区の中山陵の東隣に位置する、辛亥革命で中心的役割を果たした「孫文（孫中山）」の記念館である。
記念館となっている蔵経楼は盧樹森の設計で1936年に完成した。1階には孫文の胸像と辛亥革命を描いた壁画が展示され、2階は絵画の展示、3階と4階は資料展となっている。蔵経楼の脇には長さ125メートルの碑廊があり、碑廊には138の石碑があり孫文の「三民主義」全文が刻まれている。紀念館の入口にある孫文の銅像は、孫文の友人であり映画会社の日活の創設者でもある梅屋庄吉が贈ったものである。

## 入場料・開館時間
- 無料（2013年現在）
- 8:00 - 17:00頃（2004年現在）